# Eroomův zákon
Eroomův zákon je pozorování, že vývoj nových léčiv se i přes neustále větší vědecké znalosti a lepší techniku zpomaluje a zdražuje. Jinými slovy se snižuje efektivita farmaceutického výzkumu. Náklady na vývoj nového léčiva se od roku 1950 do roku 2010 přibližně každých devět let zdvojnásobily.

## Historie
Pojem Eroomův zákon byl poprvé uveden v článku Diagnosing the decline in pharmaceutical R&D efficiency z roku 2012, ale pokles efektivity vývoje nových léčiv je známý už od 80. let 20. století. Jeho název vznikl přehozením známějšího Moorova zákona pozpátku (Moore → Eroom).

## Příčiny
Byly pojmenovány 4 příčiny Eroomova zákona:
1. Z důvodu velkého počtu již schválených léčiv je vývoj nových, lepších léčiv náročnější.
2. Úřady a orgány zodpovědné za schvalování nových léčiv jsou čím dál více opatrné a požadavky na schválení nových léčiv jsou vyšší. Tento trend byl iniciován Thalidomidovou aférou a pokračuje do současnosti.
3. Farmaceutické firmy reagují na problémy při vývoji nových léčiv neuváženým navyšováním finančních prostředků a zvyšováním počtu zaměstnanců výzkumných oddělení, ačkoliv to obvykle problém nevyřeší.
4. Při vývoji nových léčiv je pokládán příliš velký důraz na výsledky základního výzkumu (zvláště z molekulární biologie). Farmaceutické firmy se při vývoji nových léčiv omezují na látky, které by teoreticky měly být dobrá léčiva. Historicky probíhal vývoj léčiv prostým testováním širokého spektra látek bez omezování se na teoreticky přijatelné strukturní motivy.[1][4]

## Řešení
Bylo navrženo, že by farmaceutické firmy měly z důvodů lepší dostupnosti informací a optimalizace výzkumu publikovat příčiny neúspěšných experimentů a klinických studií ve vědeckých časopisech.
V poslední době se jako možné řešení Eroomova zákona nabízí také využití umělé inteligence. Umělá inteligence značně rozšiřuje možnosti chemických simulaci a první léky designované pomocí AI již podstupují klinické testy. V této oblasti je očekáván velký rozvoj.